# Phlegon von Tralleis
Phlegon von Tralleis († nach 137) war ein antiker griechischer Buntschriftsteller aus Tralleis (Tralles) in Kleinasien. Er war ein Freigelassener (Phlegon Aelius) und Hofbeamter des römischen Kaisers Hadrian.

## Werke
Das byzantinische Lexikon Suda führt die Titel einiger von Phlegon stammender Bücher an. Danach schrieb er u. a. ein zweibändiges Werk über Olympioniken, eine dreibändige Beschreibung Siziliens, eine ebenfalls dreibändige Beschreibung römischer Feste sowie eine zweibändige Darstellung der Topographie Roms. Alle diese Schriften sind restlos verloren. Erhalten, wenn auch nicht ganz vollständig, sind hingegen zwei andere Werke Phlegons: Eine u. a. nach den Zensuslisten des Kaisers Vespasian erstellte Auswahl von Menschen, die sehr alt wurden (Peri makrobion), sowie das Buch der Wunder. In Letzterem wurden etwa aus älteren Paradoxographen geschöpfte Berichte über Missgeburten, Geschlechtswandel, Zwitter und Auferstehung wiedergegeben.
Stoff aus diesen Schriften verwertete Phlegon in seinem 16 Bücher umfassenden Werk Olympiades, einer Weltchronik von Eigenartigkeiten (Mirabilia) die von der 1. bis zur 229. Olympiade (776 v. bis 137 n. Chr.) reichte. Als zeitlichen Endpunkt dieser Chronik hatte Phlegon den Tod Hadrians gewählt. Von dieser umfangreichen Schrift, aus der auch eine achtbändige Epitome hergestellt wurde, liegen heute nur noch Fragmente vor. Behandelt waren darin u. a. die Olympioniken, Prodigien sowie Orakel.
Die in der spätantiken Historia Augusta aufgestellte Behauptung, Phlegon habe auch eine Vita seines Gönners Hadrian verfasst, dürfte hingegen falsch sein.

## Rezeption

### Phlegons Sonnenfinsternis und die Passion
Im Markus-, Matthäus- und Lukas-Evangelium wird berichtet, dass bei der Kreuzigung Jesu von Nazaret eine große Finsternis eintrat. Bereits im frühen Christentum entstand eine lebhafte Diskussion darüber (z. B. bei Sextus Iulius Africanus und Origenes), wie diese Finsternis zu deuten sei. Insbesondere die Passage im Lukas-Evangelium ermöglicht als Deutung eine Sonnenfinsternis, wenngleich das Passah-Fest und somit die Nähe zum Vollmond diese Möglichkeit ausschließt: „Und es war schon um die sechste Stunde, da kam eine Finsternis über das ganze Land bis zur neunten Stunde, weil die Sonne ihren Schein verlor“ (Lk 23,44-45 ).
In den Diskussionen der frühen Christen wird auch Bezug genommen auf eine Sonnenfinsternis, die Phlegon in seinen Olympiades für das 4. Jahr der 202. Olympiade (nach heutiger Zeitrechnung 32/33 n. Chr.) überliefert haben soll. Eusebius von Caesarea zitiert in seiner Chronik Phlegon so: „Im vierten Jahr der 202. Olympiade ereignete sich eine große Sonnenfinsternis, die alle bisher eingetroffenen, überragt: zur sechsten Stunde wurde der Tag zur dunklen Nacht, so dass am Himmel die Sterne sichtbar wurden. In Bithynien bebte überdies die Erde und die Stadt Nicäa stürzte zum großen Teil ein.“
Verwendet man heutige astronomische Rückrechnungen, stellt man fest, dass zwar am 24. November 29, also im 1. Jahr der 202. Olympiade eine Sonnenfinsternis in Palästina gut zu sehen und in Nicäa sogar total war, nicht aber im 4. Jahr. Alexander Demandt zufolge wäre demnach im Laufe der Zeit das Datum dieser Sonnenfinsternis vom 1. zum 4. Jahr der 202. Olympiade umgeschrieben bzw. „verformt“ worden, um diese Sonnenfinsternis besser auf das Datum der Kreuzigung beziehen zu können.
Vornehmlich evangelikale Christen sehen in der Überlieferung der Phlegon-Sonnenfinsternis einen heidnischen und somit von der biblischen Überlieferung unabhängigen Beleg für die Verfinsterung beim Tode Jesu.

### Neuzeit
Johann Wolfgang von Goethe bearbeitete eine Erzählung des Buches der Wunder in seiner 1797 entstandenen Ballade Die Braut von Korinth. Dieselbe Episode war Grundlage für das Gedicht Les Noces corinthiennes (1876) von Anatole France und für Emmanuel Chabriers unvollendete Oper Briséïs (1888–1891).

## Ausgaben, Übersetzungen, Kommentare
- Kai Brodersen (Hrsg.): Phlegon von Tralleis, Das Buch der Wunder und Zeugnisse seiner Wirkungsgeschichte. Wissenschaftliche Buchgesellschaft, Darmstadt 2002, ISBN 3-534-15985-3 (griechischer Text und deutsche Übersetzung)
- William Hansen: Phlegon of Tralles' Book of Marvels. University of Exeter Press, Exeter 1996, ISBN 0-85989-425-8 (englische Übersetzung mit Einleitung und Kommentar)
- Felix Jacoby (Hrsg.): Die Fragmente der griechischen Historiker (FGrHist), Nr. 257 und 257a
- Antonio Stramaglia (Hrsg.): Phlegon Trallianus: Opuscula de rebus mirabilibus et de longaevis. De Gruyter, Berlin 2011, ISBN 978-3-11-024597-4 (kritische Edition)